# Президентские выборы в Туркменистане (1992)
Первые в истории независимого Туркменистана выборы президента Туркменистана состоялись 21 июня 1992 года. Кандидатом в президенты республики являлся всего один человек — тогдашний первый секретарь ЦК Коммунистической Туркменской ССР с 21 декабря 1985 года (фактический глава республики) — Сапармурат Атаевич Ниязов, который выдвигался от Демократической партии Туркменистана — преемницы Коммунистической партии Туркменской ССР в составе КПСС. К моменту этих выборов, Сапармурат Ниязов фактически правил республикой уже на протяжении семи лет. На выборы не были допущены другие кандидаты, среди которых были как коммунистические и неокоммунистические кандидаты, так и вполне демократические и оппозиционно настроенные к Сапармурату Ниязову личности, вышедшие на политическую арену в результате эпохи «Перестройки», в частности активисты национал-демократического движения «Агзыбирлик».
Пост президента республики был введён в Туркменской ССР во второй половине 1990 года, ещё до получения независимости и официального принятия новой Конституции независимой республики. На безальтернативных выборах 27 октября 1990 года рекордную победу (98,3 %) одержал тогдашний первый секретарь ЦК КП Туркменской ССР (фактический глава республики) с 21 декабря 1985 года — Сапармурат Ниязов. После обретения независимости Туркменистаном в результате распада СССР, Сапармурат Ниязов предложил Верховному Совету Туркменской ССР провести новые всенародные выборы для приведения своих полномочий в соответствие с новой Конституцией независимого Туркменистана.
Выборы состоялись 21 июня 1992 года. Явка на выборах по официальным данным составила рекордные 99,8 %. Стало достаточным проведение одного единственного тура. За единственного кандидата на выборах, по официальным данным проголосовали рекордные 1 миллион 874 тысяч 357, или 99,5 % избирателей. В бюллетенях выборов также была графа «против всех», под которым поставили галочку 9 тысяч 236 избирателей — 0,5 %. Недействительными был признан 231 бюллетенень, и таким образом Сапармурат Ниязов, находящийся у власти в республике уже семь лет (с 1985 года) стал президентом уже независимой страны.
| Кандидат                 | Партия                               | Количество голосов | В %  |
| ------------------------ | ------------------------------------ | ------------------ | ---- |
| Сапармурат Ниязов        | Демократическая партия Туркменистана | 1 874 357          | 99,5 |
| Против всех              | Против всех                          | 9 236              | 0,5  |
| Недействительных голосов | Недействительных голосов             | 231                |      |
| Всего:                   | Всего:                               | 1 883 824          | 100  |

Следующие президентские выборы в Туркменистане должны были состояться в 1999 году, но по итогам всенародного референдума о президентском сроке 1994 года, срок президентских полномочий Сапармурата Ниязова был продлён до 2002 года 99,9 % голосами избирателей. Президентские выборы 2002 года также не состоялись, так как Сапармурат Ниязов (Туркменбаши) 28 декабря 1999 года был официально объявлен Меджлисом Туркменистана пожизненным президентом Туркменистана, и соответственно очередные президентские выборы были отменены. Следующие президентские выборы состоялись только в феврале 2007 года, после смерти «Вечно Великого Сапармурата Туркменбаши» — «пожизненного президента независимого и нейтрального Туркменистана», установившего в стране личную диктатуру и масштабный культ личности.